# ラスト・クリスマス (ワム!の曲)
「ラスト・クリスマス」（英: Last Christmas）は、イギリスの音楽グループ・ワム!が1984年にリリースしたシングル。日本ではクリスマスソングの定番曲として知られる。

## 概要
人気絶頂期だった1984年のクリスマスに合わせて発売されたクリスマスソング。タイトルは「去年のクリスマス」という意味で、クリスマスの失恋をテーマとしている。ワム!名義で発売された曲ではあるが、実際にはジョージ・マイケルが1人で録音している。ただし、演奏は打ち込みによるもので、ギターがこの曲には入っていないため、ジョージ自身が実際に演奏しているパートはない。
通常のシングル・バージョンのほかに当時流行の12インチ・バージョンが、″プディング・ミックス″という注釈付きで発表された。現在入手できる音源はほとんどがプディング・ミックスの方で、シングル・バージョンの方が収録されているアルバムは、オムニバスを含めても少ない。
クリスマスソングの定番曲として、現在に至るまで数多くの歌手にカバーされている。また、2007年には「ワム!」名義で「Last Christmas 2007」がリリースされている。
日本でも累計売上が100万枚を突破し、大ヒットした。
1980年代半ばに音楽出版社ディック・ジェームズ・ミュージックは、『涙色の微笑』が本作品と酷似しており盗作だとして、同曲の作者のジョージ・マイケルを訴えた（後に示談となった）。
2013年12月22日に施行された、JRA阪神競馬9R「樅の木賞」の本馬場入場曲に採用された。
2016年12月25日、世界中で「ラスト・クリスマス」が流れる日に、作詞・作曲のジョージ・マイケルの訃報が世界各国に伝えられた。

## チャート成績
日本のオリコンチャートでは、1984年12月30日付の総合シングルチャートで最高12位を記録し、同チャートの洋楽シングルチャートでは1988年12月19日に初の1位を獲得し以後、通算で30週1位を獲得した。この1位獲得週数は、2013年現在、最長記録となっている。1992年にはオリコン洋楽シングルチャートの年間チャート1位となった。
イギリスでは、1985年のクリスマスの時期に再発売され、再びトップ10入り（6位）を果たした。以降もクリスマスの時期になると、チャートの上位にランクインしている。2016年12月30日発表の全英シングルチャートでは「ラスト・クリスマス」が7位に浮上し、31年ぶりのトップ10入りとなった。2021年1月1日発表の全英シングルチャートで発売から36年目にして初の1位、2023年12月にBBCから発表されたクリスマスチャートで発売から39年目にして初の1位をそれぞれ獲得した。
アメリカではシングルレコードとして発売されていないが、『ビルボード』のアダルト・コンテンポラリーチャートで最高22位、1998年には『ビルボード』のエアプレイチャートで最高58位を記録した。2017年1月7日付のBillboard Hot 100では50位に入り、これがBillboard Hot 100での初チャートインとなった。翌週には41位に浮上した。2018年12月15日付のBillboard Hot 100では前週の43位から34位に上昇した。2021年1月2日付のBillboard Hot 100では前週の14位から9位に上昇し、初のトップ10入りとなった。また、『ビルボード』調べによるアメリカでダウンロード回数の多いホリデーソング（クリスマスソング）ランキング（2003年 - 2016年）では10位にランクインされている。

## カバー
この曲の日本におけるカバーを記述する。
- 栗林誠一郎 - 1989年、『DANCE TO THE CHRISTMAS CAROL』収録。
- 松田聖子 - 1991年、『Christmas Tree』収録。
- ナディア・ギフォード - 1993年、デビュー曲。
- 火野レイ（富沢美智恵） - 1996年、『美少女戦士セーラームーン セーラースターズ Merry Christmas!』収録。
- 古内東子 - 2001年『CRAZY FOR YOU』収録。
- 押尾コータロー - 2003年、ライブDVDのボーナス・トラックとして収録。2006年、ベスト・アルバム収録。
- Yuji Oda with Butch Walker - 2004年、（フジテレビ制作ドラマ「ラストクリスマス」主題歌）
- 佐藤竹善 - 2004年、『THE HITS〜CORNERSTONES 3〜』収録。
- 中川謙太郎 with JAYWALK - 2005年、『EVE』収録。
- BoA - 2006年、シングル収録。
- Foxxi misQ - 2008年、シングル収録。
- EXILE（日本語カバー） - 2008年、詳細はこちらを参照。
- Q;indivi Starring Rin Oikawa - 2009年、『Winter Celebration』収録。
- かの香織 - 2009年、『ロマンティック・クリスマス』収録。
- WAR-ED - 2010年、『Christmas Non-Stop Carol』収録。
- KEYTALK - 2011年、配信限定でリリース。
- ノーナ・リーヴス - 2014年、『"CHOICE III" by NONA REEVES[14]』収録。
- カーリー・レイ・ジェプセン - 2015年リリース。アメリカ、スウェーデンなどでチャートインした。
- 禁断の多数決 - 2017年、「トワイライト （BELL RINGS VER.）」収録。
- BESTIEM - 2018年、『BEST TIME cover』収録。
- 沢田知可子 & KATSUMI - （日本語カバー）
- ザ・ペンフレンドクラブ - 2018年のアルバム『Merry Christmas From The Pen Friend Club』に収録。